# 科学読物研究会
科学読物研究会（かがくよみものけんきゅうかい）とは、科学読物の研究および普及を目的とした団体である。

## 沿革
1968年9月に科学読物を読むための集まりが、吉村証子宅で開かれたことが創設のきっかけとなった。

## 活動

### 例会
毎月1回開かれ、親子で参加できる「自然観察会」や出版社訪問などを行っている。

### 分科会
現在活動中の分科会は以下のとおりである。
- 新刊研究会
- 科学あそびの会
- くらべよみの会
- オーロラの会

## 会報
会報「子どもと科学よみもの」を毎月発行している（年10回。1・2月と8・9月が合併号）。

## 主な出版物
- 「科学の本っておもしろい第1～4集」連合出版
- 「新・科学の本っておもしろい」連合出版
- 「科学あそびだいすき―子どもと楽しむ手引―」連合出版